# Abolition
Abolition är efterskänkande av eventuellt straff redan innan åtal väckts eller dom avkunnats, i motsats till nåd som endast kan beviljas när lagakraftvunnen dom föreligger. 

## Sverige
Förr utfärdades s.k. pardonsplakat av konungen - 46 gånger mellan 1631 och 1834 (varav tre gånger efter 1809). Dessa innebar amnesti eller abolition, eller båda i förening. I 26 § i 1809 års regeringsform angavs att "Konungen äger att i brottmål göra nåd, mildra livsstraff samt återgiva ära och till kronan förverkat gods". En liknande bestämmelse om att "Kongl. Maj:t allena tillkommer att göra Nåd, återgiva Ära, Lif och Gods i alla brott som ej uppenbarligen strida mot Guds klara ord" fanns i 9 § i 1772 års regeringsform. Karl XIII meddelade exempelvis ett plakat om alla som rymt från krigsmakten eller som olovligen begivit sig ur riket förskonades från straff under vissa villkor. Ordet amnesti användes först av Karl XIV Johan i det sista plakatet den 20 oktober 1834. Regeringen Hammarskjöld ansåg inte att Kungl. Maj:t hade rätt att "annorledes än genom nåd" efterskänka straff eller upphäva verkningarna av en straffdom, efter att socialdemokratiska partistyrelsen m.fl. sökt amnesti. Det var således oklart hur "göra nåd" i 1809 års regeringsform skulle tolkas.
Abolition regleras idag i 12 kap. 9 § andra stycket regeringsformen och innebär "att vidare åtgärder för att utreda eller lagföra en brottslig gärning inte ska vidtas". Enligt Högsta förvaltningsdomstolen är abolition ingen rättighet för medborgarna, utan "bestämmelsen i 12 kap. 9 § andra stycket regeringsformen ger regeringen en fullständigt diskretionär rätt att avgöra om abolition ska beviljas". Regeringens beslut angående abolition kan därför inte vara föremål för rättsprövning.

### Exempel på abolitionsärenden
En kungörelse, SFS 1938:623, beslutad den 21 oktober 1938, löd på följande sätt: "Med anledning av internationell överenskommelse om nonintervention i Spanien har den 5 mars 1937 utfärdats lag (nr 61) angående åtgärder för att förhindra frivilligas deltagande i inbördeskriget i Spanien m.m., vilken lag jämlikt en av Kungl. Maj:t samma dag utfärdad kungörelse trätt i kraft den 7 mars 1937. Lagen skall enligt lag den 25 februari 1938 (nr 54) äga fortsatt giltighet till och med den 28 februari 1939 eller den tidigare dag Konungen förordnar. Enligt 1 § förutnämnda lag skall svensk medborgare, som tager värvning till krigstjänst i Spanien, straffas med fängelse i högst sex månader eller dagsböter. I anslutning till planer för hemsändandet av utländska frivilliga i det spanska inbördeskriget finner Kungl. Maj:t gott förordna, att den, som efter att före denna dag hava tagit värvning till krigstjänst i Spanien återvänder till Sverige, skall vara fri från åtal för brott varom ovan nämnts." Vissa ledamöter av konstitutionsutskottet kritiserade åtgärden, och framförde bl.a. att "ett abolitionsförfarande var direkt stridande mot lagens uttryckliga formulering och att amnesti i stället bort komma till användning".
Ett annat beslut om abolition fattades 1954, efter att LKAB-anställda arbetare, enligt abolitionsbeslutet, "förövat brottslig gärning genom att de - i syfte att öka ackordsförtjänsterna - förfarit oriktigt vid vägningen av borttransporterat gråberg". Svenska Gruvindustriarbetareförbundet träffade ett avtal med Grängesbergskoncernens gruvförbund, om disciplinär påföljd för de fackligt anslutna arbetarna, och förbundet hemställde sedan till Kungl. Maj:t om abolition. Efter att riksåklagarämbetet och länsstyrelsen i Norrbottens län, och LKAB förklarat sig inte ha något att erinra emot förbundets framställning, beslutade Kungl. Maj:t om abolition "med hänsyn till de i detta fall föreliggande säregna förhållandena" och med beaktande av avtalet.
1964 åkte många svenska kvinnor till kliniker i Polen för att få aborter utförda, eftersom abortlagen i Sverige var hårdare än den polska. Riksåklagaren inledde en förundersökning om fosterfördrivning, eftersom "en åtgärd i fosterfördrivande syfte riktad mot ett foster varmed svensk kvinna är havande innebär ett brott mot svenska intressen". Journalisten Hans Nestius ansågs ha anstiftat eller medhjälpt till brotten. Den 17 februari 1965 gjordes husrannsakan hos Nestius. På förslag av professorn i straffrätt Alvar Nelson beviljade Kungl. Maj:t kvinnorna och Nestius abolition den 25 februari 1965. Kungl. Maj:t beslutade att personer, vilka före den dagen förövat eller medverkat till straffbelagda gärningar genom att havandeskap avbrutits utom riket, skulle vara fria från åtal för dessa gärningar. Riksåklagaren tillstyrkte beslutet, och uttalade bl.a. följande: "Emellertid synes det förhålla sig så, att såväl de svenska kvinnor vilka i Polen erhållit abort, som de personer utanför denna krets, vilka förmedlat kontakter med polska läkare, handlat i den villfarelsen, att dylika aborter icke utgjorde straffbart förfarande enligt svensk lag. Med hänsyn härtill och till den inställning till åtal mot kvinnan själv, för vilken stadgandet i 3 kap. 11 § första stycket brottsbalken ger uttryck, kan det framstå som i viss mån inhumant, om åtal måste ske i anledning av redan företagna abortresor till Polen. Att saken ägnats så stor uppmärksamhet har medfört, att åklagarmaktens inställning till frågan om abortresornas laglighet blivit allmänt känd. Allmänpreventiva skäl synas därför knappast motivera åtal för redan begångna gärningar. På grund av det anförda finner sig ämbetet — även med beaktande av att abolitionsinstitutet bör komma till användning endast i utpräglade undantagsfall — kunna tillstyrka bifall till den gjorda framställningen". Konstitutionsutskottet uttalade bl.a.: "Uppenbart är emellertid, att abolition inte bör beslutas annat än i alldeles exceptionella fall. Vid prövningen av förevarande ärende från denna synpunkt har utskottet funnit sig inte ha anledning att framställa anmärkning mot att abolition beslöts beträffande de berörda kvinnorna, även om dessa enligt gällande rätt kunnat på annat sätt undgå påföljd". Utskottet uttalade även att beslutets omfattning "framstår som stötande för rättsmedvetandet" och att "de brister, varmed Kungl. Maj:ts beslut enligt utskottets mening är behäftat, kan ha berott på bristande omsorg vid ärendets beredning".
1969 beslutade regeringen om abolition avseende två halvsyskon som levde ihop som man och hustru och hade barn ihop. Det har sagts att fallet utmärktes av ömmande omständigheter. Otukt mellan halvsyskon avkriminaliserades genom SFS 1973:648.
Regeringen Palme beslutade år 1975 om abolition rörande de västtyska terrorister som deltagit i attacken mot den västtyska ambassaden i Stockholm.
Hans Holmér sökte 1990 abolition när han åtalats för olovlig avlyssning i samband med utredningen av Palmemordet. Regeringen beviljade inte ansökan.
Regeringen beslutade år 2011 att inte vidta någon åtgärd med anledning av en ansökan om abolition rörande brott mot en år 1762 utfärdad förordning "emot Adelig Sköld eller öpen Hjelms brukande af Ofrälse Män", som stadgar ensamrätt för adeln att ha "Adelig Sköld eller öpen Hjelm" i sitt sigill (se Adelsprivilegier i Sverige).